# Stefan Bal
Stefan Bal herbu Gozdawa – podkomorzy sanocki w latach 1660–1679, chorąży przemyski w latach 1644–1660, sędzia kapturowy ziemi sanockiej w 1648 roku i w 1668 roku.
Poseł na sejm 1638 roku i sejm 1645 roku. Poseł sejmiku przemyskiego województwa ruskiego na sejm koronacyjny 1649 roku.